# Обсерваторія Mazzarot-1
Обсерваторія Mazzarot-1 — приватна астрономічна обсерваторія біля міста Барань в Білорусі, створена в 2004—2005 роках досвідченим любителем астрономії Сергієм Шурпаковим. Перша білоруська обсерваторія, що отримала код Центру малих планет.

## Історія
Створив обсерваторію «Mazzarot-1» досвідчений аматор, мисливець за кометами (понад 1000 годин візуального пошуку), активний спостерігач з 1973 року Сергій Шурпаков. Основна будівля обсерваторії була збудована в 2004—2005 роках, але до цього спостережний пункт уже існував як мінімум 11 років. Будівля мала форму квадрата 3x3 метра з відсувним дахом. Провівши серію спостережень астероїдів (434 Угорщина, 660 Крессентія і 612 Вероніка), Шурпаков 8 червня 2006 року зареєстрував свою обсерваторію в Центрі малих планет.

## Напрями досліджень
В обсерваторії проводяться спостереження комет: оцінка яскравості, кутових розмірів та конденсації. Станом на січень 2015 року керівник обсерваторії Сергій Шурпаков зробив понад 2000 оцінок і увійшов до загальносвітового списку 50 найактивніших спостерігачів комет в базі ICQ. Також проводиться пошук раніше не відомих комет (понад 1000 годин візуального пошуку).
Проводиться фотометрія нових та наднових зір, астрометрія та фотометрія навколоземних астероїдів, пошук нових астероїдів.
Сергій Шурпаков відкрив загалом 95 астероїдів, але не на обсерваторії Mazzarot-1, а спостерігаючи на дистанційних обсерваторіях США та Австралії. Обробляючі дані космічної місії SOHO, у 2010 році він вперше в Білорусі відкрив комету за допомогою Інтернету, а станом на 1 січня 2020 року вже був відкривачем 32 нових комет.
У ніч із 1 на 2 вересня 2003 року тут спостерігалось перше покриття зорі астероїдом на території Білорусі, коли астероїд 402 Хлоя покрив на 4.17 секунди зорю 9 зоряної величини.